# Ferouza Cheurfi
Ferouza Cheurfi – francuska zapaśniczka walcząca w stylu wolnym. Zajął szóste miejsce na mistrzostwach świata w 1992. Złota medalistka mistrzostw Europy w 1988 roku.